# بول بيوغي امبا
بول بيوغي امبا (بالفرنسية: Paul Biyoghe Mba)‏ (ولد في 18 أبريل 1953 في دونغيلا ) هو رئيس وزراء الغابون 17 يوليو 2009 إلى 27 فبراير 2012 . وهو عضو في الحزب الديمقراطي الغابوني (PDG)، وخلف جان أيجي ندونج  وحل محله ريمون ندونج سيما .
وهو المعلم السياسي جوليان نكوجي بكالي، ينتمي إلى قبيلة فانغ المصب ( مجموعة بانتو العرقية) مثله.

## دراسات
وهو حاصل على درجة الدراسات العليا في الإدارة وإدارة الأعمال من جامعة رين 1 [الإنجليزية] .

## المذكرات والمراجع
1. ↑  « Gabon : Paul Biyoghe Mba nouveau Premier ministre »,Gaboneco.com نسخة محفوظة 14 أغسطس 2013 على موقع واي باك مشين.
2. ↑  Mathieu Olivier (20-26 janvier 2019). "ABO l'équilibriste". Jeune Afrique (بالفرنسية) (3028). {{استشهاد بدورية محكمة}}: تحقق من التاريخ في: |تاريخ الوصول= and |تاريخ= (help) and الوسيط |تاريخ الوصول بحاجة لـ |مسار= (help).